# Espèce type

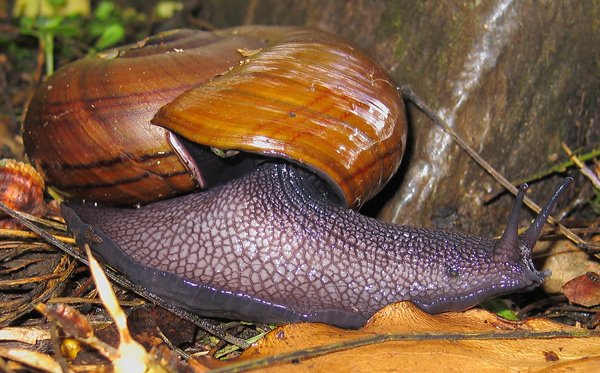
Powelliphanta hochstetteri est l'espèce type du genre Powelliphanta, qui en compte une vingtaine d'autres.

En biologie, on appelle espèce type l'espèce que l'on utilise pour définir un groupe taxonomique de rang supérieur, tel le genre ou la famille. À partir des caractéristiques de cette espèce, on établit la description et la caractérisation du groupe d'espèces partageant ces caractéristiques.

## En zoologie
Au sens strict, une « espèce type » existe seulement dans la nomenclature zoologique. Comme le spécifie l'article 42.3 de l'ICZN (International Code of Zoological Nomenclature, Code international de nomenclature zoologique), l'« espèce type » est le type du nom d'un genre ou d'un sous-genre. Le glossaire la définit ainsi : 
« L'espèce nominale d'un type qui porte le nom d'un genre ou d'un sous-genre. »
Le nom de l'espèce, à son tour, est rattaché à un spécimen type ou holotype. Dans l'idéal, à tout genre ou sous-genre nommé devrait correspondre une espèce type, mais en pratique, il y a accumulation de noms sans type attribué.

## En botanique et mycologie
En nomenclature botanique, le type nomenclatural est « l'élément auquel le nom d'un taxon, qu'il soit correct ou synonyme, est attaché de manière permanente. » (Art 7.2 du Code international de nomenclature botanique - CINB).
En nomenclature botanique, le type d'un nom, d'un genre ou autre, est un spécimen (ou illustration) (ICBN, articles 10.1, 8.1 et 10.4). Dans le cas du nom d'un genre (ou d'une subdivision d'un genre) ce type sera habituellement le type d'une espèce connue (art 10.1). Cette espèce est quelquefois nommée de façon informelle « espèce type » mais cette désignation n'a aucun caractère formel en botanique.
1. Généralement, seule une espèce, ou un taxon infraspécifique, peut avoir un type propre. Pour les nouveaux taxons (publiés après le 1er janvier 1958) de ces niveaux, un type ne peut plus être une illustration.
2. Un genre a (presque toujours) le même type que l'une des espèces subordonnées. On peut, par commodité, l'appeler « espèce type », mais ce n'est pas un terme officiel. Il y a une exception : un genre peut avoir un type propre uniquement par conservation (Art 10.4).
3. Une famille (ou toute subdivision d'une famille) a le même type que l'un des genres subordonnés (qui est, presque toujours, le type d'une espèce). On peut, par commodité, appeler ce genre le « genre type », mais ce n'est pas un terme officiel.
4. Un taxon de rang supérieur à la famille peut partager le type de l'une des familles subordonnées, mais seulement si son nom est dérivé de celui de cette famille (Magnoliales partage le type de la famille des Magnoliaceae). Les noms descriptifs (Angiospermae, Monocotyledones, Hepaticae, Fungi, etc.) n'ont pas de type nomenclatural.
5. Une liste des types nomenclaturaux est fournie à l'art 9 du CINB, dont le plus important est l'holotype. À noter que le terme « type » est usité dans la littérature botanique dans des expressions sans valeur officielle dans le cadre du CINB : par exemple un clonotype.

## Sources
- (en) Cet article est partiellement ou en totalité issu de l’article de Wikipédia en anglais intitulé « Type species » (voir la liste des auteurs).

Tout ou partie de cet article est basé sur le Vocabulaire nomenclatural de Guy Redeuilh (2002), Valérie Malécot (2010) et Samantha Bazan (2015) 